# Chartainvilliers
Chartainvilliers – miejscowość i gmina we Francji, w Regionie Centralnym, w departamencie Eure-et-Loir.
Według danych na rok 1990 gminę zamieszkiwało 560 osób, a gęstość zaludnienia wynosiła 62 osoby/km² (wśród 1842 gmin Regionu Centralnego Chartainvilliers plasuje się na 635. miejscu pod względem liczby ludności, natomiast pod względem powierzchni na miejscu 1202.).